# 惣山遺跡
惣山遺跡（そうやまいせき）は、滋賀県大津市三大寺にある、瀬田川の右岸に位置する近江国庁跡に隣接する大型倉庫群である。国の史跡に指定されている。

## 発掘調査の経緯
1996年に、桁行7間、梁行4間の瓦葺の南北棟の建造物の礎石が発見され、その北側にも同規模の礎石も発見された。南北が3メートル、東西が1.5メートルの総柱の建物である。その後の調査により、近江国庁の東に隣接して、南北に12棟の建造物が300メートルにわたって直列に並んで配置されていたことが判明した。周囲から大量の瓦が出土しており、総柱の頑丈な瓦葺の倉庫であるとみられ、国庁と一体となって機能した重要な施設であることから、平成10年に国の史跡「近江国府跡」に追加指定の形で指定された。